# Randan
Randan é uma comuna francesa na região administrativa de Auvérnia-Ródano-Alpes, no departamento Puy-de-Dôme. Estende-se por uma área de 15,7 km². Em 2010 a comuna tinha 1 591 habitantes (densidade: 101,3 hab./km²).